# Huedin
Huedin (Hongaars: Bánffyhunyad, Duits: Heynod) is een stad en gemeente in het westen van Roemenië, behorend tot het district (județ) Cluj. De stad ligt aan de voet van het Apusenigebergte aan de Snelle Cris (Crișul Repede). Huedin telt 9.346 inwoners (2011), waarvan 2.598 Hongaren (28%). Voor toeristen is de stad de uitvalsbasis naar het gebergte.
Naast de stad bestaat de gemeente verder nog uit het dorp Bicălatu (Hongaars: Magyarbikál). Dit dorp van circa 400 inwoners kent een etnische samenstelling van 90% Hongaren en 10% Roemenen en Roma.

## Geschiedenis
Huedin werd in 1332 voor het eerst genoemd (Hunad). Van 1435 tot 1848 behoorde de landheer tot de familie Bánffy, wat de Hongaarse naam Bánffyhunyad verklaart. Tot 1526 behoorde Huedin tot Hongarije en vervolgens achtereenvolgens tot het vorstendom Transsylvanië, Oostenrijk, (Oostenrijk)-Hongarije en (vanaf 1920) Roemenië. Dat bleef zo, afgezien van een onderbreking tijdens de Tweede Wereldoorlog, waarin de stad ten gevolge van de Tweede Scheidsrechterlijke Uitspraak van Wenen weer enkele jaren Hongaars was.
Eeuwenlang vormden de Hongaren de meerderheid in Huedin. In 1910 had Huedin 5194 inwoners, waarvan er 90,5% Hongaars sprak. 57,5% was destijds calvinistisch, 20,7% Joods en 10% rooms-katholiek. Voor de Hongaren is het stadje het centrum van de streek Kalotaszeg.

## Stadsbeeld
In Huedin bevindt zich een 13e-eeuwse gotische gereformeerde kerk met een waardevol cassettenplafond. De karakteristieke houten toren dateert uit de 15de eeuw en heeft vier hoektorentjes, die de vier evangelisten rondom Jezus symboliseren.

## Verkeer
Huedin ligt aan de spoorlijn en de nationale weg DN1 van Oradea naar Cluj-Napoca. 
Steden met gemeentestatus: Cluj-Napoca · Turda · Câmpia Turzii · Dej · Gherla

Stad zonder gemeentestatus: Huedin

Gemeenten: Aghireșu · Aiton · Aluniș · Apahida · Așchileu Mare · Baciu · Băișoara · Beliș · Bobâlna · Bonțida · Borșa · Buza · Căianu · Călățele · Cămărașu · Căpușu Mare · Cășeiu · Cătina · Câțcău · Ceanu Mare · Chinteni · Chiuiești · Ciucea · Ciurila · Cojocna · Cornești · Cuzdrioara · Dăbâca · Feleacu · Fizeșu Gherlii · Florești · Frata · Gârbău · Geaca · Gilău · Iara · Iclod · Izvoru Crișului · Jichișu de Jos · Jucu · Luna · Măguri-Răcătău · Mănăstireni · Mărgău · Mărișel · Mica · Mihai Viteazu · Mintiu Gherlii · Mociu · Moldovenești · Negreni · Pălatca · Panticeu · Petreștii de Jos · Ploscoș · Poieni · Râșca · Recea-Cristur · Săcuieu · Săndulești · Săvădisla · Sânncraiu · Sânmartin · Sânpaul · Someșeni · Sic · Suatu · Tritenii de Jos · Tureni · Țaga · Unguraș · Vad · Valea Ierii · Viișoara · Vultureni